# Janusz Pytel
Janusz Pytel (ur. 1950 zm. 19 marca 2021) – polski artysta fotograf. Członek rzeczywisty i Artysta Fotoklubu Rzeczypospolitej Polskiej. Prezes Zarządu Jeleniogórskiego Towarzystwa Fotograficznego. Członek Zarządu Czeskiego Stowarzyszenia Fotografów Euroregionu Nysa Kontakt.

## Życiorys
Janusz Pytel związany z jeleniogórskim oraz dolnośląskim środowiskiem fotograficznym – mieszkał, pracował i tworzył w Jeleniej Górze Fotografował od lat młodzieńczych. Miejsce szczególne w jego twórczości zajmowała fotografia przyrodnicza, fotografia górska (Karkonosze), fotografia krajobrazowa, fotografia architektury oraz fotografia reportażowa.
Janusz Pytel był autorem i współautorem wielu wystaw fotograficznych; indywidualnych i zbiorowych, poplenerowych oraz pokonkursowych; krajowych i międzynarodowych – w Polsce i za granicą. Otrzymał wiele akceptacji, nagród, wyróżnień, dyplomów i listów gratulacyjnych. Uczestniczył w pracach jury wielu konkursów fotograficznych.
W 2009 roku został przyjęty w poczet członków Fotoklubu Rzeczypospolitej Polskiej Stowarzyszenia Twórców (legitymacja nr 255). Prace Janusza Pytla zaprezentowano w Almanachu (1995–2017), wydanym przez Fotoklub Rzeczypospolitej Polskiej Stowarzyszenie Twórców. W 2018 roku został uhonorowany Medalem „Za Zasługi dla Fotografii Polskiej” – odznaczeniem przyznawanym przez Kapitułę Fotoklubu Rzeczypospolitej Polskiej Stowarzyszenia Twórców – w 100. rocznicę odzyskania przez Polskę niepodległości. W 2020 odznaczony Złotym Medalem „Za Fotograficzną Twórczość” – odznaczeniem ustanowionym przez Zarząd i przyznawanym przez Kapitułę Fotoklubu Rzeczypospolitej Polskiej Stowarzyszenia Twórców, w odniesieniu do obchodów 25-lecia powstania Fotoklubu RP. 
Zmarł 19 marca 2021, pochowany 26 marca na Cmentarzu Komunalnym w Jeleniej Górze.

## Wybrane wystawy indywidualne
- Karkonosze (1999, 2006, 2008)
- Karkonosze – Królestwo Ducha Gór (2002, 2006)
- Kraina chmur (2003, 2006)
- Mraky (2004, 2005)
- Karkonoskie krajobrazy (2005)
- Przestrzeń otwarta – przestrzeń zamknięta (2005)
- Wenecja – Veneto (2006)
- Benatky (2006)
- Jelenia Góra – Perła Karkonoszy (2007)
- W obiektywie Janusza Pytela (2009)[11]

Źródło

## Odznaczenia
- Srebrny Krzyż Zasługi (1991)
- Odznaka honorowa „Za Zasługi dla Turystyki” (1998)
- Złoty Medal „Za Zasługi dla Rozwoju Twórczości Fotograficznej” (2009)[17]
- Srebrny Medal „Zasłużony dla Fotografii Polskiej” (2011)
- Medal „Za Zasługi dla Fotografii Polskiej” (2018)[17]
- Złoty Medal „Za Fotograficzną Twórczość” (2020)

Źródło